# Мирко Илић
Мирко Илић (Бијељина, 1. јануар 1956) јесте стрип цртач и графички дизајнер са седиштем у Њујорку. Описиван је као „најпознатији графички дизајнер са Балкана”.

## Каријера

### Југословенска каријера
Илић је рођен у СФРЈ, Босни и Херцеговини. његов живот, школовање и већи део његове каријере одвијао се у Загребу.
Завршио је Школу примењене уметности у Загребу, прве радове објавио је 1973. године, а од тада објављује стрипове и илустрације у часописима као што су Омладински тједник, Модра Ласта, Тина, Питања, Старт и постао је уметник и стрип уредник листа Полет 1976. године. Тада је организовао неформалну организацију стрип стваралаца Нови квадрат, која је нашироко повезана са загребачким музичким покретом Нови вал. Илић дизајнира омоте албума неких од најистакнутијих југословенских бендова тог времена, као што су Бијело дугме, Прљаво казалиште, Парни ваљак, Азра, Филм и многи други. Дизајнирао је омот за први албум Прљавог казалишта, који је постао надалеко препознатљив и култни симбол панк рока у бившој Југославији. Чак је написао и текст за песму Човјек за сутра . Илић се појављује у Сретном дјетету, документарцу Игора Мирковића о новом валу у Загребу, као једна од најистакнутијих личности покрета. Дизајнирао је и насловнице за хрватски политички недељник Данас, као и плакате за позоришта као што су Театар & ТД и постере за филмове. Његов најпознатији филмски постер је рад за култни филм Ко то тамо пева.

### Међународна каријера
Године 1977. Илић почиње да објављује своје радове у признатим стрип часописима ван Југославије. Године 1980. Нови квадрат је престао да постоји и Илић је у потпуности престао да ради на стрипу и фокусирао се на илустрацију и графички дизајн. 1982. почиње да ради за италијански часопис Панорама.

### Америчка каријера
У марту 1986. преселио се у Њујорк. Почео је да објављује своје илустрације у Time, The New York Times, The Wall Street Journalу и многим другим истакнутим и утицајним новинама и часописима. Године 1991. постаје уметнички директор Time International, а следеће године постаје уметнички директор оп-еда у The New York Times.
Он 1995. године оснива Mirko Ilić Corp., студио за графички дизајн и 3-Д компјутерску графику и наслове филмова. Године 1998. креирао је насловну секвенцу за романтичну комедију Стигла вам је пошта са Милтоном Глејзером и Валтером Бернардом.
1999. године Mirko Ilić Corp почиње са дизајнирањем визуелних идентитета за луксузне хотеле и ресторане.
Илић је од 1999. године професор на Школи визуелних уметности на смеру илустрације.
Принт је 2012. објавио његову монографију Дејана Кршића са предговором Милтона Глејзера и уводом Стивена Хелера.
Године 2015. 38 његових уметничких дела уврштено је у збирку Музеја модерне уметности. Музеј је набавио уметничка дела укључујући постере, омоте за албуме из његовог југословенског периода и његове ОП-ЕД странице Њујорк тајмса. У септембру 2015. четири његова дела су први пут изложена на изложби Прављење музике модерне.
Његов рад се такође налази у колекцијама Смитсоновског института, Музеја модерне уметности Сан Франциска и многих других институција и музеја.
Његове оригиналне илустрације за насловнице часописа Тајм, између осталог, део су Националне галерије портрета Смитсонијан у Вашингтону.
Од 2017. године Илић је креатор и организатор Tolerance Traveling Poster Show, међународне изложбе која окупља водеће дизајнере из целог света да креирају постере на тему толеранције. Ранији дизајнери који су учествовали били су Милтон Глјезер, Паула Шер, Ралф Стидман, Дејвид Хилман и Гунтер Рамбов, између осталих. До данас, изложба је била изложена преко 64 пута у 27 различитих земаља.

## Књиге о графичком дизајну
Илић је коаутор неколико запажених књига о графичком дизајну.
У коауторству са Стивеном Хелером:
- Генијални покрети: 100 икона графичког дизајна  9780891349372
- Рукописно — изражајно писмо у дигиталном добу  978-0500285954
- Анатомија дизајна  978-1592532124
- Представљамо Шекспира: 1100 постера из целог света  978-1616892920
- Од главе до пете: акт у графичком дизајну  978-0847861651